# 盧加諾車站
盧加諾車站（義大利語：Stazione di Lugano）是瑞士的提契諾州盧加諾的主要鐵路車站，啟用於1874年12月6日；該車站位於聖哥達鐵路上，也是盧加諾-FFS車站纜車的終點站。該車站位於盧加諾市中心西部的山坡上，可俯瞰城市和盧加諾湖，纜車提供從車站到下方市中心的連接。2018年每日平均約有18,600人次利用，是瑞士意大利语区最繁忙的鐵路車站。